# Чечель, Николай Флорович
Никола́й Фло́рович Че́чель (1891 — 9 января 1937) — политический деятель, член ЦК УПСР, член и секретарь Центральной Рады, соратник М. С. Грушевского. В 1920—1924 гг — в эмиграции в Вене. В 1924 вернулся на Украину.

## Биография
Родился на Волыни в семье рабочего. Среднее образование получил в Житомирской гимназии. 
С 1910 года учился на кораблестроительном факультете Петербургского политехнического института. 
В 1911 перевёлся в Петербургский институт инженеров путей сообщения. Принадлежал к Украинской студенческой общине и петербургскому отделению Товарищества украинских прогрессистов (поступовців).
С марта 1917 — член Украинской национальной громады в Петрограде. 17 марта 1917 в составе украинской делегации встречался с премьер-министром Временного правительства России Г. Е. Львовым, которому был передан меморандум с украинскими требованиями, которые не нуждались в установлениях Учредительного собрания.
В апреле 1917 избран членом Украинской Центральной Рады (УЦР) от студенческих организаций, входил в состав Малой Рады. С июля 1917 по апрель 1918 — секретарь УЦР. Член комиссии УЦР по разработке проекта устава автономии Украины. По политическим убеждениям принадлежал к Украинской партии социалистов-революционеров (УПСР), на II съезде УПСР (15 — 19 июля 1917) избран членом ЦК. Представлял Украину на Демократическом совещании в Петрограде, был делегатом Всероссийского учредительного собрания украинских социалистических партий. Накануне гетманского переворота назначен Совета Министров УНР членом украинской делегации на переговорах с РСФСР.
Политический единомышленник М. Грушевского, вместе с которым в 1919 эмигрировал в Вену. Принадлежал к «Заграничной делегации» УПСР. В 1920—1921 продолжал образование в Венском политехническом институте, редактировал журнал «Борітеся—поборете» (Боритесь—поборете). В сентябре 1921 вместе с Н. И. Шрагом приехал в Харьков, где вёл переговоры с председателем Совнаркома УССР Х. Г. Раковским о возвращении на Украину.
Преподавал в 3-й харьковской профшколе архитектурно-строительной специальности, с 1927 — в Харьковском технологическом институте, возглавил секцию промышленности строительных материалов Госплана.
В начале 1931 арестован по делу так называемого Украинского национального центра. В 1932 приговорен к 6 годам лишения свободы, а 2 июня 1937 постановлением особого совещания при наркомате внутренних дел СССР повторно приговорен к 5-летнему заключению. 9 января 1937 по приговору УНКВД по Ивановской области М. Ф. Чечель был расстрелян в Суздале.